# دو چهره ماه ژانویه (فیلم)
دو چهره ماه ژانویه (به انگلیسی: The Two Faces of January) یک فیلم سینمایی در ژانر تریلر روان‌شناختی به کارگردانی حسین امینی محصول سال ۲۰۱۴ با بازی ویگو مورتنسن، کیرستن دانست، اسکار آیزاک، اییت اوزشنر، دیوید وارشوفسکی است.